# Torneo de las Cinco Naciones 1964
El Torneo de las Cinco Naciones de 1964 fue la 70° edición del principal Torneo del hemisferio norte de rugby.
El torneo fue compartido entre Escocia y Gales.

## Clasificación
| Lugar | Selección  | Partidos | Partidos | Partidos  | Partidos | Puntos  | Puntos    | Puntos | Tabla de puntos |
| Lugar | Selección  | Jugados  | Ganados  | Empatados | Perdidos | A favor | En contra | dif.   | Tabla de puntos |
| ----- | ---------- | -------- | -------- | --------- | -------- | ------- | --------- | ------ | --------------- |
| 1     | Gales      | 4        | 2        | 2         | 0        | 43      | 26        | +17    | 6               |
| 1     | Escocia    | 4        | 3        | 0         | 1        | 34      | 20        | +14    | 6               |
| 3     | Francia    | 4        | 1        | 1         | 2        | 41      | 33        | 8      | 3               |
| 4     | Inglaterra | 4        | 1        | 1         | 2        | 23      | 42        | -19    | 3               |
| 5     | Irlanda    | 4        | 1        | 0         | 3        | 33      | 53        | -20    | 2               |

## Resultados
| 4 de enero | Escocia | 10 - 0 | Francia | Estadio Murrayfield, Edimburgo |  |

| 18 de enero | Inglaterra | 6 - 6 | Gales | Twickenham Stadium, Londres |  |

| 1 de febrero | Gales | 11 - 3 | Escocia | Cardiff Arms Park, Cardiff |  |

| 8 de febrero | Inglaterra | 5 - 18 | Irlanda | Twickenham Stadium, Londres |  |

| 22 de febrero | Francia | 3 - 6 | Inglaterra | Stade Olympique Yves-du-Manoir, Colombes |  |

| 22 de febrero | Irlanda | 3 - 6 | Escocia | Lansdowne Road, Dublín |  |

| 7 de marzo | Irlanda | 6 - 15 | Gales | Lansdowne Road, Dublín |  |

| 21 de marzo | Gales | 11 - 11 | Francia | Cardiff Arms Park, Cardiff |  |

| 21 de marzo | Escocia | 15 - 6 | Inglaterra | Estadio Murrayfield, Edimburgo |  |

| 11 de abril | Francia | 27 - 6 | Irlanda | Stade Olympique Yves-du-Manoir, Colombes |  |

## Premios especiales
- Copa Calcuta:  Escocia